# 英国电影和电视艺术学院
英国电影和电视艺术学院（英語：British Academy of Film and Television Arts，英文缩写为）是一所英国的电影和电视艺术机构，每年颁发奖项给杰出的电影、电视、儿童电影和电视以及互动媒体。

## 历史
英国电影和电视艺术学院于1947年4月16日由大卫·利恩、亚历山大·柯尔达、卡罗尔·里德、查尔斯·劳顿、罗吉·曼菲尔等人联合创立，原名英国电影学院。1958年，学院与电视制作人和导演协会合并，成为英国电影电视协会。1976年，最终改名为现在的英国电影和电视艺术学院。
英国电影和电视艺术学院的总部设在伦敦皮卡迪利，但是在英格兰北部、苏格兰、威尔士、纽约和洛杉矶都设有分部。
学院奖的奖杯是一个面具，由美国雕塑家米特兹·坎利夫设计，1955年被电视制作人和导演协会采纳使用。
自从1989年开始，英国电影和电视艺术学院洛杉矶分部开始颁发自己的奖项，取名为大不列颠奖（Britannia Awards）。

## 伦敦颁发的奖项

### 电影奖项
英国电影和电视艺术学院主要的奖项是英国电影学院奖，设立于1947年。从2000年开始在欧登电影院莱斯特广场旗舰店颁发。成立之初颁奖仪式于四月或五月举行，2001年为了赶在奥斯卡之前而改成二月。这个奖项对所有国家的电影都开放。为了鼓励英国电影事业，英国电影学院奖设立“最佳英国电影”和“最佳新人奖”。
历史上共有35位演员（包括主角和配角）获得过两次以上提名，包括凯瑟琳·赫本、茱蒂·丹契、梅丽·史翠普、安东尼·霍普金斯、朱迪·福斯特、杰弗里·拉什、勞勃·瑞福、米高·肯恩、艾瑪·湯普森、杰克·莱蒙、凱特·布蘭琪、凯特·温斯莱特、芭芭拉·史翠珊和金·哈克曼等。
主要奖项包括：
- 最佳電影
- 最佳英國電影
- 最佳外語電影
- 最佳動畫
- 最佳导演
- 最佳男主角
- 最佳女主角
- 最佳男配角
- 最佳女配角
- 最佳原創劇本
- 最佳改編劇本
- 最佳劇本
- 最佳英國劇本
- 最佳攝影
- 最佳服裝設計
- 最佳音響
- 最佳電影音樂
- 最佳剪接
- 最佳特技
- 最佳製作設計
- 最佳化妝
- 最佳新人

### 电视类奖项
英国电影和电视艺术学院电视奖缩写为BAFTAs，为了和电影奖项相区别，有时也称为BAFTA电视奖。该奖项自1954年开始每年举办。第一届共有6个奖项，直到1958年之前一直由电视制作人和导演协会颁发。1958年起，改由英国电影电视协会颁发，1976年后由英国电影和电视艺术学院颁发。
1968年到1997年，英国电影和电视艺术学院颁发的电影类奖项和电视奖奖项是在同一个仪式颁发的。1998年，为了使颁奖流程合理化，颁奖仪式分成了两块。电视的奖项通常在4月颁发，电视技术奖项则在另一个日期颁发。电视技术奖更侧重于电视工业，如特殊效果，制片设计等。
电视奖只面向英国的节目（观众投票的先锋奖以外），不过所有在英国播放的有线、卫星、模拟和数字电视台以及为这些频道制作节目的独立制作公司都有资格选送节目参加评选。所有参加评选的节目必须在前一年的1月1日到12月31日之间播出。

### 儿童电影和电视
英国儿童电影和电视学院奖于1995年开始颁发，颁奖仪式于每年11月举行。

### 视频游戏
英国电影和电视艺术学院于1998年首次颁发视频游戏和互动媒体的奖项。第一届获奖的游戏是黄金眼007和GT赛车，互动喜剧头脑体操（MindGym）和BBC新闻网则一起分享了互动媒体奖项。
2003年，这个奖项被分成英国电影和电视艺术学院视频游戏奖和英国电影和电视艺术学院互动娱乐奖。当游戏光晕2和半条命2获得很大关注后，互动娱乐的奖项只颁发了两届就停止了。
2006年，英国电影和电视艺术学院全部视频游戏和电影电视获得同样的奖杯，并确定2006年颁奖仪式将于10月5日在伦敦康顿圆型大厅举行，并举行电视直播。

### 新星奖
新星奖（Rising Star Award）和英国电影学院奖同一天颁发，获奖对象为在全球电影或电视领域的表演新秀。由英国电影和电视艺术学院提名，公共投票决定获奖者。

## 洛杉矶颁发的奖项
1989年，英国电影和电视艺术学院洛杉矶分部设立大不列颠奖，前10届只有一个奖项，即大不列颠杰出影人奖。从1999年开始，奖项开始增加，到2005年一共有四个奖项：斯坦利·库布里克大不列颠杰出影人奖（2000年开始为纪念斯坦利·库布里克而命名的奖项）、约翰·施莱辛格大不列颠杰出导演奖（2000年开始为纪念约翰·施莱辛格而命名的奖项）、大不列颠杰出艺术贡献奖和大不列颠终身成就奖。除了以斯坦利·库布里克和约翰·施莱辛格命名的奖项外，其余奖项的个数和名称每年都不同。
至今为止获得过大不列颠奖的影人包括：伊丽莎白·泰勒、海伦·米伦、达斯汀·霍夫曼、瑞秋·怀兹、汤姆·克鲁斯、迈克·纽厄尔、安东尼·明格拉、汤姆·汉克斯等。

## 苏格兰和威尔士
英国电影和电视艺术学院苏格兰分部于1997年举办了一个面向苏格兰电视和电影的颁奖典礼。1998年到2002年，苏格兰分部只颁发新星奖；2005年开始恢复一年一度的奖项。
英国电影和电视艺术学院威尔士分部于1991年开始每年颁发奖项给创新的电视和电影作品。